# Albert Beretta
Albert Beretta (ur. 28 sierpnia 1916 w Mediolanie; zm. 10 sierpnia 2001) – włoski Czcigodny Sługa Boży Kościoła katolickiego.

## Życiorys
Pochodził z wielodzietnej rodziny, a jego siostrą była św. Joanna Beretta Molla. W czasie II wojny światowej zmarli jego rodzice. Wstąpił do klasztoru kapucynów i w dniu 13 marca 1948 roku, mając 31 lat otrzymał święcenia kapłańskie. W 1949 roku wyjechał na misję do Grajaú, otwierając tam ambulatorium. W 1981 roku doznał wylewu, wówczas wrócił do Włoch, gdzie zaopiekował się nim brat. Zmarł 10 sierpnia 2001 roku w opinii świętości. W dniu 18 czerwca 2008 roku rozpoczął się jego proces beatyfikacyjny.